# Monasterio de San Salvador (Cornellana)
El monasterio de San Salvador está situado en la localidad asturiana de Cornellana en el concejo de Salas, en la confluencia de los ríos Narcea y Nonaya. Está catalogado como Monumento Nacional desde 1931.
En 2015, en la aprobación por la Unesco de la ampliación del Camino de Santiago en España a «Caminos de Santiago de Compostela: Camino francés y Caminos del Norte de España», fue incluido como uno de los bienes individuales (n.º ref. 669bis-006) del camino primitivo.

## Historia

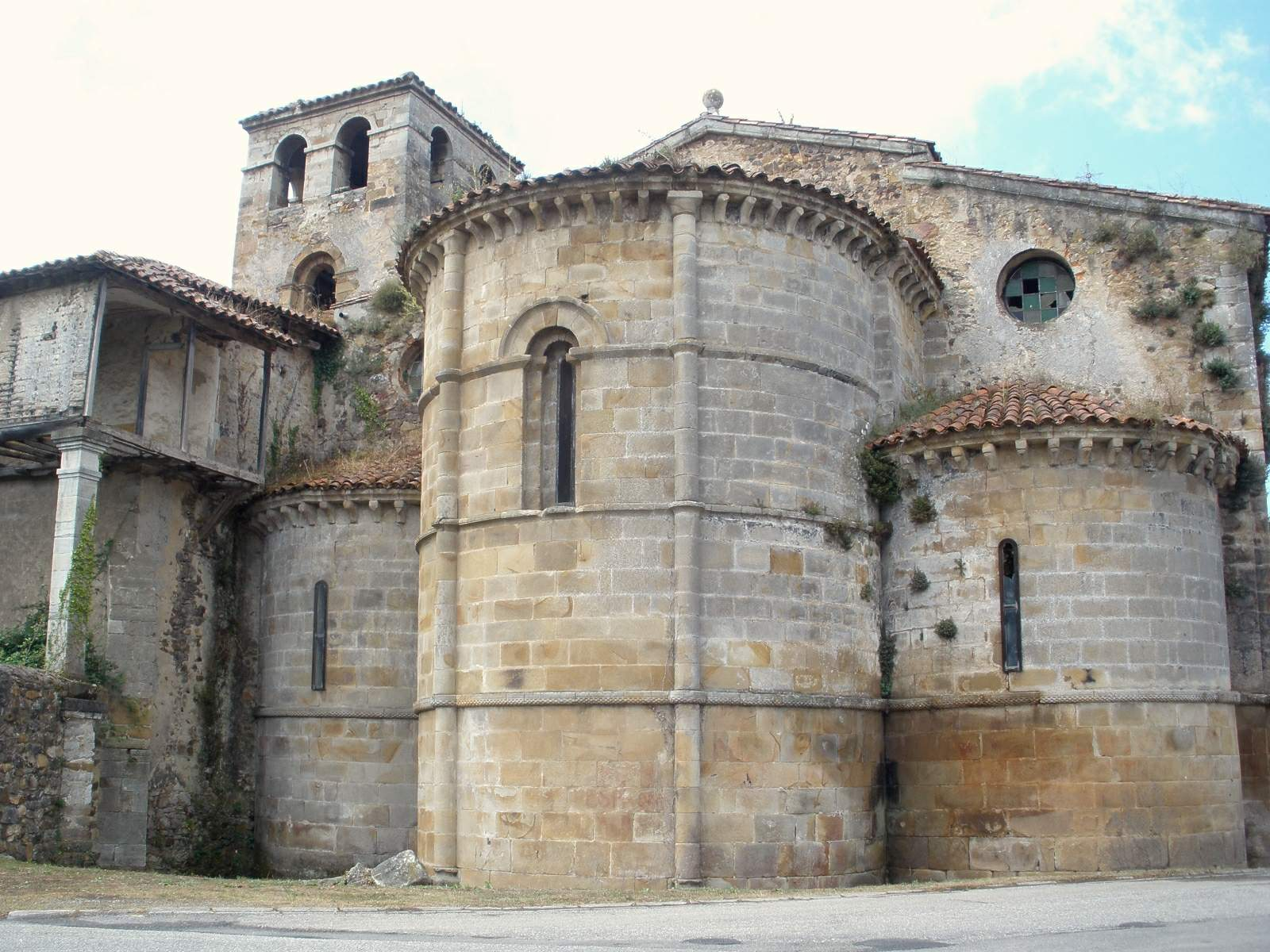
Ábsides románicos

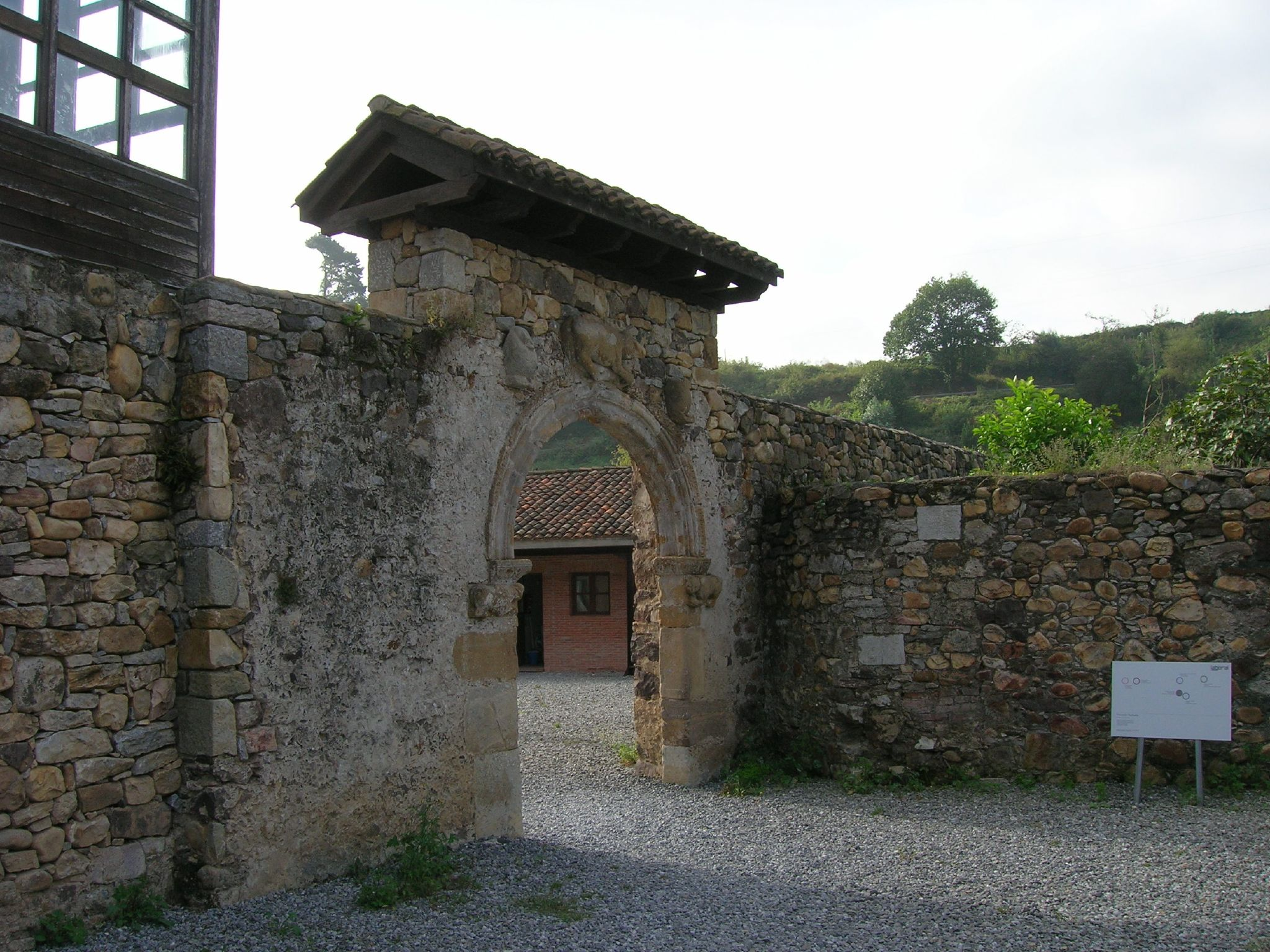
Puerta de la Osa

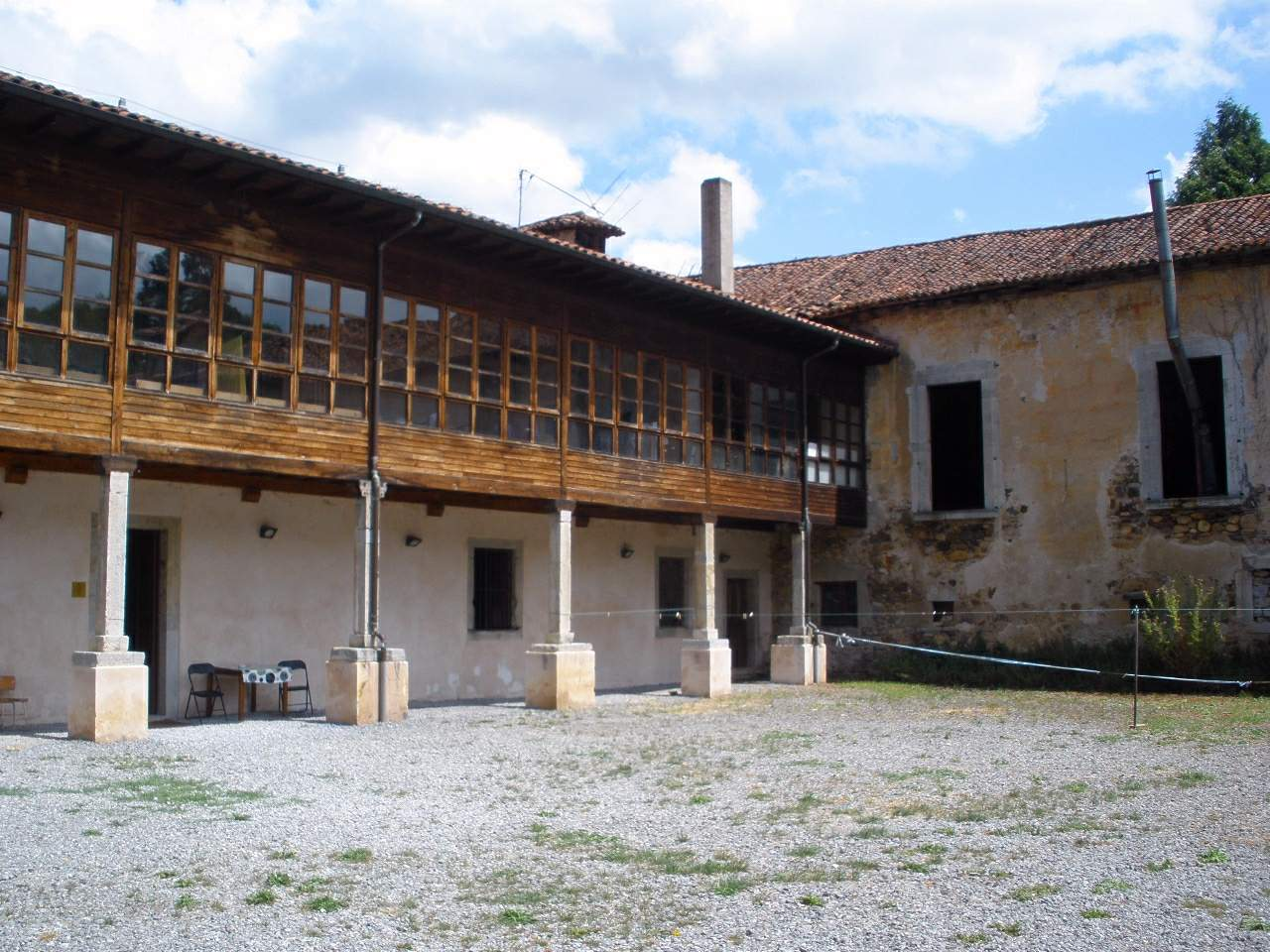
Albergue de peregrinos

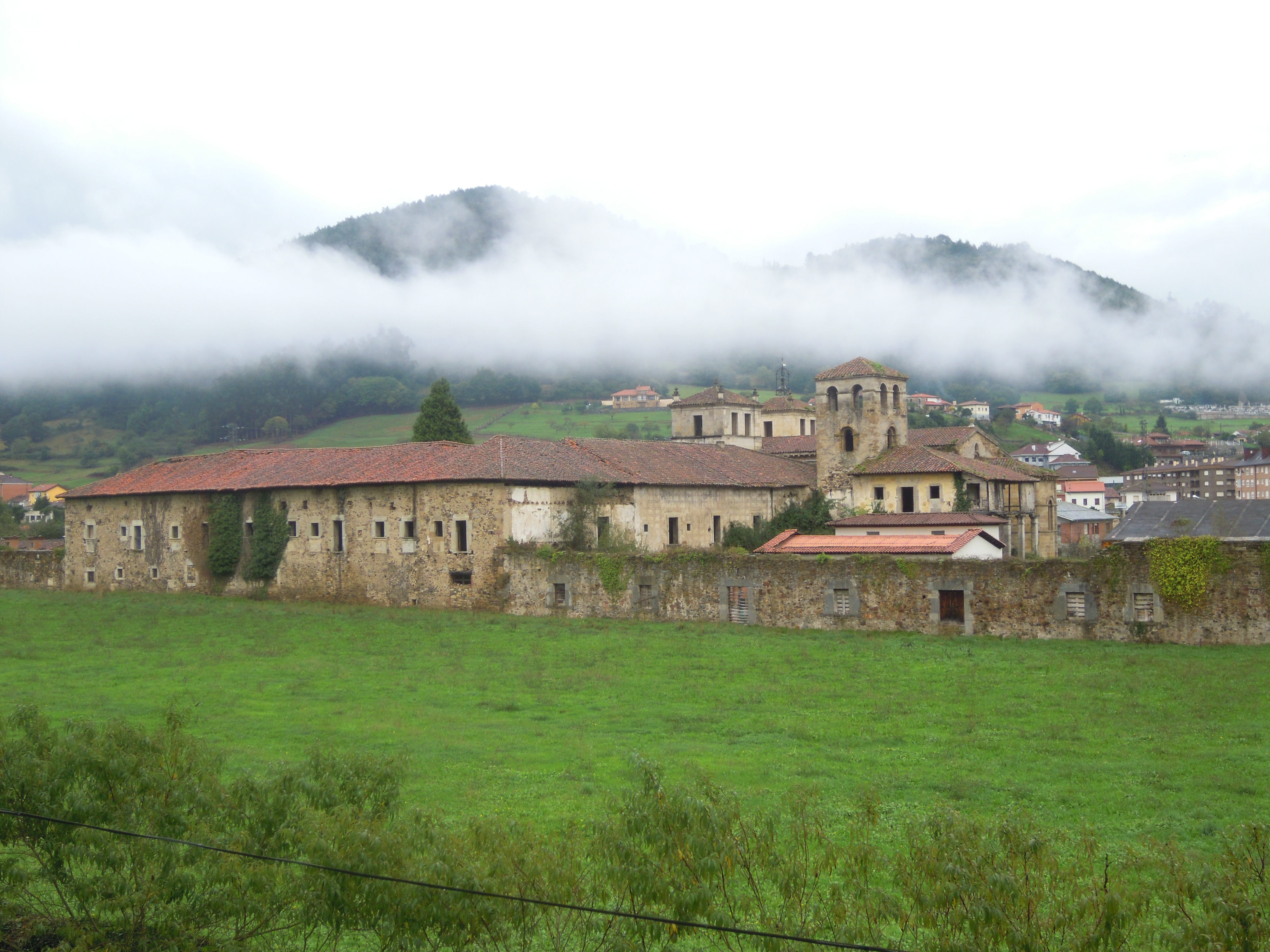
Vista general del monasterio

El monasterio se ubica en una zona que cuenta con restos de poblamientos prehistóricos (paleolíticos y neolíticos), así como poblamientos castreños, como el castro de Peña la cabra, el castro de La Rodriga o de la Doriga, así como el castro romano de la villa Murias de la Doriga. También se sitúa cerca del camino de la Mesa, vía de gran uso desde la antigüedad, destacada por ser de uso corriente de los romanos como eje articulado de Asturias, cuando estaba bajo su dominio. 
Se conserva todavía el documento fundacional, y por él se puede afirmar que la fundación del monasterio,  se realizó en el año 1024, cuando la infanta Cristina, hija del rey Bermudo II y la reina Velasquita de León, dona un conjunto de propiedades y una iglesia, que había erigido junto a su marido Ordoño Ramírez el Ciego, ya fallecido. La donación de la infanta se complementaba con algunas villas e iglesias de los alrededores, además de propiedades agrícolas y una cantidad considerable de reses, junto al ajuar litúrgico por duplicado y que incluía dos coronas rituales (utilizadas en la tradición ritual hispánica o visigoda). Este detalle ha hecho pensar a algunos autores en la posibilidad de la existencia de un monasterio dúplice.
La muerte de la infanta, que profesó y probablemente recibió sepultura en el monasterio por ella fundado, supuso el desmembramiento de la propiedad del monasterio entre sus herederos en repetidas ocasiones, hasta que  Suero Vermúdez, biznieto de la infanta Cristina,al principio un cenobio familiar que no estaba sometido a la autoridad episcopal, y su esposa Enderquina, consiguieron reunir nuevamente todas estas propiedades permitiendo con ello su crecimiento. Como el matrimonio no dejó descendencia, donaron el monasterio a la Congregación de Cluny,  en el año 1122, lo cual supuso para el monasterio una auténtica reforma eclesiástica que elimina los rituales y formas visigodas de los reinos hispanos inaugurando la práctica ritual romana.  Este proceso de reforma eclesial supuso también modificaciones del conjunto de las edificaciones, produciéndose en este momento la construcción de un claustro siguiendo los usos benedictinos, iniciándose la construcción de la galería este, llamada también panda, y en ella se distribuyen los distintos espacios necesarios para la vida monacal o catedralicia; pasando más tarde a la edificación de la galería o panda oeste. Más tarde, a partir del siglo XIII se enfrentan a la reedificación de la iglesia. Actualmente de estas intervenciones se conservan algunas paredes del claustro, los ábsides de la iglesia, así como algunos elementos escultóricos.
Iniciado el siglo XIV el poder de la orden del Cluny en el monasterio desaparece y el monasterio se ve envuelto en los conflictos nobiliarios que durante la Baja Edad Media se producen en toda la zona asturiana. El monasterio se encuentra en medio de una lucha de poder por la posesión del mismo que tienen entre el obispo Gutierre, el concejo de Salas e importantes nobles que intentan recortar el amplio señorío jurisdiccional que el monasterio había conseguido durante el siglo XII, que había sido confirmado por Alfonso VII. No obstante los problemas, se consigue finalizar la obra del claustro y se trata de reorganizar los territorios que les pertenece, estableciendo impuestos feudales como portazgos.
A partir de 1536 el Monasterio pasa a formar parte de la Congregación benedictina de Valladolid, comenzando una serie de reformas constructivas que llevaron a la reedificación de todo el complejo empezando por la iglesia para conseguir amoldarla a los nuevos usos y modas de la Contrarreforma. El escudo de Castilla y León pasa a colocarse en la fachada de la iglesia como símbolo de la dependencia vallisoletana. Las naves de la iglesia son abovedadas elevando la cubierta de las naves laterales con lo que se logra que el aspecto exterior del templo resulte un tanto cúbico.
Pasan inmediatamente a reedificar el claustro, comenzando por la fachada, la cual van a avanzar, cogiendo terreno en donde se ubica la torre de la iglesia. El nuevo claustro, pese a mantener las dimensiones del medieval aumentando la anchura y altura de las pandas o galerías, es decir, la zona habitable. También se lleva a cabo la construcción de dos patios de servicios al Este y al oeste del claustro principal, uno para uso como granero y el otro dedicado a labores artesanales.
Los franceses, durante su dominación,  utilizaron el cenobio como caballerizas, pasando a incendiarlo a su marcha. Luego, aunque se le privaron de todas sus propiedades, los monjes pudieron volver al monasterio en pleno proceso desamortizador.  Al final incluso los edificios fueron vendidos a particulares, utilizando el nuevo propietario las instalaciones monacales para la ubicación en ellas de una fábrica de manteca. En 1878 la Iglesia consiguió comprar nuevamente el monasterio que pasó a manos del Obispado de Oviedo.
En 1931 se logró su declaración como Monumento Nacional. Una vez finalizada la guerra civil, el arquitecto Luis Menéndez Pidal llevó a cabo los proyectos de restauración de la iglesia, la torre románica y parte del claustro.

### Actualidad
El monasterio se mantuvo en un estado de abandono considerable durante el último tercio del siglo XX, presentando abundantes daños que hacían necesarias obras de rehabilitación, que solo acumulaban años de retraso. Todo ello supuso una ruina y deterioro progresivos por falta de atención y cuidados, que provocaron entre otras cosas la aparición de humedades y abundante vegetación que dañaba el estado de conservación de las piedras.
Se inició en el año 1998 un proceso de recuperación del monasterio de San Salvador, con la celebración del congreso «Rehabilitación sostenible del patrimonio histórico», en Salas, lo que provocó la puesta en marcha de la rehabilitación integral del edificio. Esta rehabilitación comenzó en 1999 y supuso una inversión de 4,4 millones de euros en la puesta en marcha de dos escuelas taller y un taller de empleo que se ocuparon de las obras en la plaza del oeste y el patio del este, realizada por parte del Gobierno regional. Pese a ello, en el año 2009 se puso en evidencia la urgente necesidad de una nueva intervención en el complejo, lo cual llevó a la firma, en el mismo 2009, por parte del Ministerio de Vivienda, el Principado y el Ayuntamiento de Salas, de un convenio que modificaba los suscritos en 2007 y 2008, con un presupuesto de 5,7 millones para la rehabilitación del claustro y la parte este del monasterio, que pretende dejar el monasterio en condiciones para la instalación en ella de un hotel y el centro documental del Camino de Santiago del Norte;  así como la creación en la planta baja de una biblioteca y una sala de usos polivalente.
Ante la pasividad de las instituciones, en el año 2013 surge un movimiento ciudadano impulsado por las redes sociales. Vecinos de Cornellana se reúnen el 2 de noviembre en el salón de actos del mismo monasterio y crean la asociación "Salvemos la iglesia y el monasterio de Cornellana de la ruina", al ver el declive del monasterio, pendiente de ser rehabilitado desde hace años, comenzando a promover las acciones para frenar el derrumbe del edificio.
La rehabilitación del monasterio debería correr a cargo del convenio que se firmó en 2007 entre el Gobierno de España y el Principado y que está paralizado. En el año 2012, el Ministerio de Fomento anunció que no disponía de la partida presupuestaria para su arreglo a corto plazo, unos 3,5 millones de euros. Por su parte el Principado debía aportar el 40% restante, unos 2,3 millones de euros, ya que la obra se valoró en unos 5,8 millones de euros.
En octubre de 2014 el Consejo de Gobierno del Principado autorizó un gasto de 1.337.644 euros para rehabilitar las cubiertas del monasterio.
A principios de 2015 se instala la grúa y comienzan las obras en la techumbre del monasterio, pese al plazo de 6 meses para concluir la obra, la cubierta del monasterio se finaliza en noviembre, iniciándose a continuación la de la iglesia.
En la primavera de 2016 terminan las obras de rehabilitación de la techumbre, logrando de este modo la estanquidad del monumento, un hecho que mejora su aspecto visualmente, pero sobre todo aislándolo de humedades. Esta sería la primera fase de las cuatro en la que se divide la rehabilitación total del edificio.
En abril de 2018 el Gobierno de Mariano Rajoy incluye la rehabilitación integral del Monasterio de Cornellana en los Presupuestos Generales del Estado. Se destinaba un total de 1.104.130 euros para la consolidación estructural y cerramiento de huecos exteriores, dividiéndolo en dos partidas entre ese año y el próximo. Correspondiendo a este ejercicio la partida destinada a actualizar el proyecto de obra y la restante al próximo año. (Ese dinero presupuestado no se llegó a invertir, al menos en el Monasterio asturiano).

## Descripción
El conjunto arquitectónico del monasterio de San Salvador de Cornellana incluye diversos edificios entre los que sobre salen la iglesia y el monasterio adjunto. La iglesia de San Salvador, de estilo románico, fue reformada en la segunda mitad del siglo XVII. Presenta planta basilical de tres naves, de las que la central destaca por su altura, posiblemente debido a la reforma del siglo XVII;  separadas por pilares cruciformes, con una cabecera de tres ábsides y una torre adosada al lateral derecho, de dos pisos y planta cuadrada.
De la primera fase de su construcción se cree que es la torre que se ubica a la cabecera de la iglesia, cuya advocación es San Juan Bautista, y es la parroquia de Cornellana; que constituye en elemento más antiguo del complejo del monasterio;  algunas estructuras en torno al ábside de la iglesia románica del siglo XIII, que se exhumaron en una intervención realizada en el año 2001, permiten pensar que también son de este periodo inicial.
De estilo románico se puede observar la conocida como Puerta de la Osa, que podría considerarse el antiguo acceso al monasterio, aunque desde luego no en su actual ubicación. Son diversas las interpretaciones que se hacen de la osa, para algunos autores tiene simbología religiosa, para otros tiene su origen en la fundación del monasterio. También románicos son los arcos del claustro, una torre que hacía las veces de campanario y los ábsides de la iglesia, que son semicirculares , con cuatro cuerpos y columnas entregas, con decoración de canecillos en el tejado y saeteras en las tres cabezas de la nave.
Durante el siglo XVII se llevaron a cabo unas intervenciones que consistieron fundamentalmente en la construcción de una nueva cubierta abovedada, elevar un coro a los pies de la planta y remodelar la fachada.
La fachada es de estilo barroco, se divide en tres cuerpos rematados en un frontón donde se ubicó el escudo de Castilla y León en el momento en que pasó a pertenecer a la Congregación benedictina de Valladolid. Las columnas son de orden compuesto, con decoración vegetal; por su parte, la puerta y el balcón presentan molduras renacentistas.
El claustro, sustituto del medieval, de planta cuadrada, presenta dos plantas, las crujías de la planta baja están empedradas y su cubierta es una bóveda de cañón rebajada, que presenta pinturas al fresco, de motivos geométricos; por lo que los arcos son de medio punto. Por su parte, la planta alta es una balconada adintelada con moldura de oreja. Los pilares se adornan con frisos corridos y decoración vegetal.

## Homenajes
El 9 de septiembre de 2024 Correos emitió un sello dedicado al Milenario de la fundación del Monasterio de S. Salvador, dentro de la serie de Patrimonio Artístico.